# (37246) 2000 WH180
2000 WH180 (asteroide 37246) é um asteroide da cintura principal. Possui uma excentricidade de 0.13934330 e uma inclinação de 7.66328º.
Este asteroide foi descoberto no dia 27 de novembro de 2000 por LINEAR em Socorro.